# Auscer

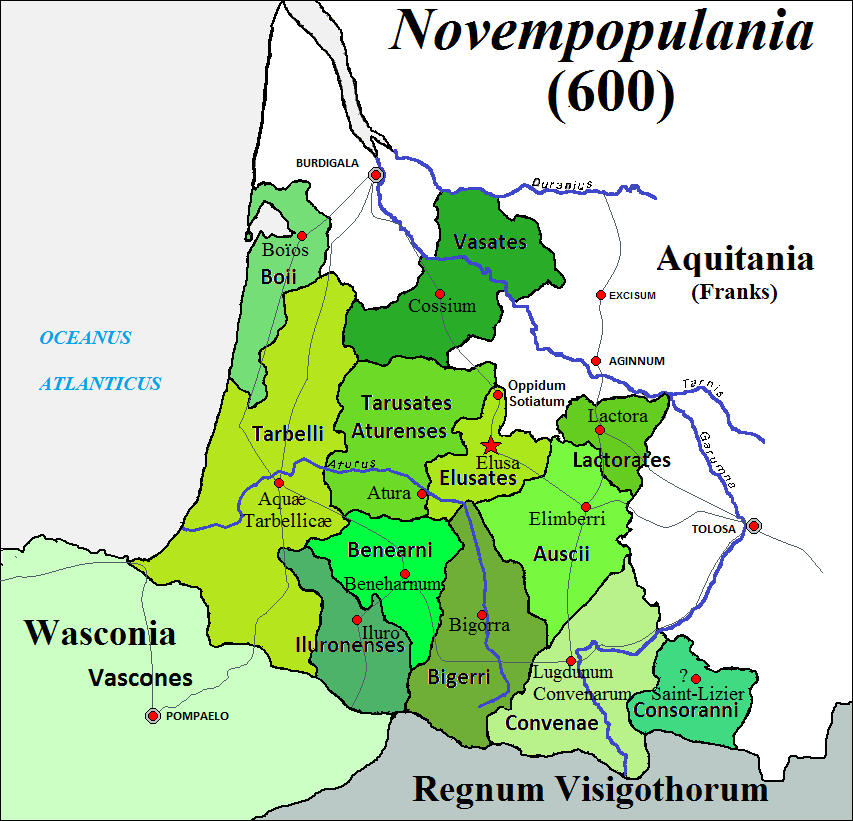
Stämme der Aquitaner

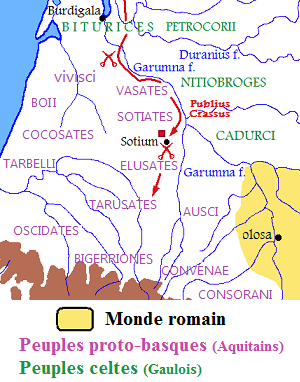
Feldzug in Aquitanien 56 v. Chr.

Die Auscer (lateinisch Ausci; griechisch Αὔσχιοι) waren ein vermutlich ursprünglich nicht-keltischer, aber schon in vorrömischer Zeit keltisierter Stamm, dessen Wohnsitz am Fluss Adour in der späteren römischen Provinz Gallia Aquitania lag.

## Geschichte
Die Auscer waren ein angesehenes und wohlhabendes Volk, das bei einigen antiken Autoren und in Inschriften erwähnt wird. Der Hauptort hieß Eliumberrum, Eliberre oder Climberrum, in der mittleren römischen Kaiserzeit in Augusta Auscorum umbenannt, das heutige Auch im französischen Département Gers.
Im gallischen Krieg marschierte ein Unterfeldherr Caesars, der Legat Publius Licinius Crassus, im Jahr 56 v. Chr. in Aquitanien (der späteren römischen Provinz Novempopulana) ein. Nach einigen Siegen der Römer ergaben sich die meisten aquitanischen Stämme; namentlich genannt werden die Tarbeller, Bigerrionen, Ptianier, Vasaten (auch Vocaten), Tarusaten, Elusaten, Gater, Auscer, Garumner, Sibulaten und Cocosaten. Die Auscer erhielten dafür das Latinerrecht. Ob die von Caesar erwähnten Namen, auch jener der Ausci, eindeutig keltisch sind, kann nicht mit Sicherheit angegeben werden. Manche werden von neuzeitlichen Autoren zu den Keltiberern oder Proto-Basken gerechnet.